# San Niccola fra le Immagini (Kardinalstitel)
Der ehemalige Kardinalstitel eines Kardinalpriesters von San Nicola fra le Immagini existierte zwischen 1477 und 1587 mit insgesamt neun Titelinhabern, davon in vier Fällen als Titeldiakonie pro illa vice.

## Geschichte
Papst Sixtus IV. errichtete den Kardinalstitel 1477 anlässlich der Kreierung von Kardinal Pietro Foscari, einem Neffen des venezianischen Dogen Francesco Foscari. Möglicherweise war der Titel an die Kirche "San Nicoló del Colosseo" gebunden, von der allerdings heute nur noch der Name bekannt ist.
Am 13. April 1587 wurde der Titel von Papst Sixtus V. aufgehoben. Dieser hatte bereits im Dezember 1586 mit der Apostolischen Konstitution Postquam verus das Kardinalskollegium grundlegend reformiert, nachdem dessen Erneuerung zwar auf dem Konzil von Trient heftig diskutiert worden, aber ohne Lösung geblieben war. Er setzte unter anderem die Höchstzahl der Kardinäle auf 70 fest, entsprechend der Anzahl der Ältesten Israels im Alten Testament. Diese Festlegung blieb bis 1963 bindend.
Mit der wenige Monate später erlassenen Konstitution Religiosa konkretisierte Sixtus V. die Regelungen und ordnete auch die Titelbistümer, -kirchen und -diakonien neu. Insbesondere wurden Titel abgeschafft, deren Kirchengebäude nicht mehr als solche genutzt oder „zu Ruinen“ geworden waren. Zu Letzteren gehörte auch der ohnehin vakante Titel von San Nicola.

## Titelinhaber
| Name                           | Land                | Geboren       | Verstorben    | Ernennung 1   | durch Papst   | Anmerkungen |
| ------------------------------ | ------------------- | ------------- | ------------- | ------------- | ------------- | --- |
| AUFGEHOBEN                     |                     |               |               | 13. Apr. 1587 | Sixtus V.     | |
| Vakant                         |                     |               |               |               |               | 1579–1587 |
| Vincenzo Giustiniani           | Chios, Griechenland | Aug. 1519     | 28. Okt. 1582 | 26. Jan. 1571 | Pius V.       | 1558–1570 Generalmagister des Dominikanerordens Kreiert im Konsistorium vom 7. Mai 1570 3. August 1579 Option nach Santa Sabina                                                                    |
| Francesco Abbondio Castiglioni | Mailand             | 1. Feb. 1523  | 14. Nov. 1568 | 8. Feb. 1566  | Pius IV.      | Kreiert im Konsistorium vom 12. März 1565 als Kardinaldiakon pro illa vice Bischof von Bobbio |
| Bernardo Navagero              | Venedig             | 1507          | 13. Apr. 1565 | 3. Juni 1561  | Pius IV.      | Kreiert im Konsistorium vom 26. Februar 1561 als Kardinaldiakon pro illa vice 2. Juni 1661 zum Kardinalpriester erhoben 7. Februar 1565 Option nach Santa Susanna Administrator des Bistums Verona |
| Vakant                         |                     |               |               |               |               | 1559–1561 |
| Alfonso Carafa                 | Neapel              | 16. Juli 1540 | 29. Aug. 1565 | 24. März 1557 | Pius IV.      | Kreiert im Konsistorium vom 15. März 1557 als Kardinaldiakon pro illa vice Erzbischof von Neapel                                                                                                   |
| Vakant                         |                     |               |               |               |               | 1534–1557 |
| Paolo Emilio Cesi              | Neapel              | 1481          | 5. Aug. 1537  | 6. Juli 1517  | Leo X.        | Kreiert im Konsistorium vom 1. Juli 1517 als Kardinaldiakon pro illa vice 5. September 1534 Option nach Sant’Eustachio                                                                             |
| Vakant                         |                     |               |               |               |               | 1513–1517 |
| Carlo Domenico del Carretto    | Neapel              | 1454          | 15. Aug. 1514 | 4. Jan. 1507  | Julius II.    | Kreiert im Konsistorium vom 1. Juli 1517 als Kardinaldiakon von Santi Vito, Modesto e Crescenzia 4. Januar 1507 Option als Kardinalpriester von S. Nicola inter Imagines                           |
| Melchior von Meckau            | Neapel              | 1440          | 3. März 1509  | 12. Juni 1503 | Alexander VI. | Kreiert im Konsistorium vom 31. Mai 1503 5. Januar 1507 Option nach Santo Stefano al Monte Celio                                                                                                   |
| Domenico Grimani               | Neapel              | 19. Feb. 1461 | 27. Aug. 1523 | 23. Sep. 1493 | Alexander VI. | Kreiert im Konsistorium vom 20. September 1493 25. Dezember 1503 Option nach San Marco Patriarch von Aquileia                                                                                      |
| Vakant                         |                     |               |               |               |               | 1485–1493 |
| Pietro Foscari                 | Venedig             | 1417          | 11. Aug. 1485 | 10. Dez. 1477 | Sixtus IV.    | Administrator des Bistums Split |